# Ворт (Нью-Йорк)
Ворт (англ. Worth) — місто (англ. town) в США, в окрузі Джефферсон штату Нью-Йорк. Населення — 198 осіб (2020).

## Демографія
Згідно з переписом 2010 року, у місті мешкала 231 особа в 92 домогосподарствах у складі 67 родин. Було 247 помешкань
Расовий склад населення:
| - 97,0 % — білих - 0,9 % — азіатів - 0,4 % — чорних або афроамериканців |

До двох чи більше рас належало 1,7 %. Частка іспаномовних становила 0,0 % від усіх жителів.
За віковим діапазоном населення розподілялося таким чином: 22,9 % — особи молодші 18 років, 68,0 % — особи у віці 18—64 років, 9,1 % — особи у віці 65 років та старші. Медіана віку мешканця становила 42,3 року. На 100 осіб жіночої статі у місті припадало 99,1 чоловіків;  на 100 жінок у віці від 18 років та старших — 107,0 чоловіків також старших 18 років.
Середній дохід на одне домашнє господарство  становив 67 892 долари США (медіана — 61 250), а середній дохід на одну сім'ю — 71 504 долари (медіана — 71 250). Медіана доходів становила 42 500 доларів для чоловіків та 36 875 доларів для жінок. За межею бідності перебувало 27,6 % осіб, у тому числі 49,2 % дітей у віці до 18 років та 4,5 % осіб у віці 65 років та старших.
Цивільне працевлаштоване населення становило 100 осіб. Основні галузі зайнятості: освіта, охорона здоров'я та соціальна допомога — 38,0 %, публічна адміністрація — 12,0 %, будівництво — 12,0 %.